# Kōsuke Toriumi
Kōsuke Toriumi (鳥海 浩輔, Toriumi Kōsuke, nasqué el 16 de maig de 1973 en Chigasaki, Prefectura de Kanagawa) i és un seiyū que treballa per Arts Vision.

## Perfil
- A vegades anomenat als crèdits com Fube Tomomi
- Sobrenom: Tori-chan (鳥ちゃん), Tori-san (鳥さん), ToriKou (とりこう)

## Actuacions de veu notables
Els paper principals en negreta.

### Anime
- Basilisk (Kouga Gennosuke)
- Black Blood Brothers (Zaza)
- Bleach (Szayel Aporro Grantz)
- Bobobo-bo Bo-bobo (Takashi)
- Captain Tsubasa Road to 2002 (Taro Misaki Adult)
- Darker than Black (Yutaka Kōno)
- Di Gi Charat (Rik Heisenberg)
- Elemental Gelade (Grayarts)
- Hayate the Combat Butler (Himuro Saeki)
- Hungry Heart: Wild Striker (Kanō Kyōsuke)
- Junjou Romantica (Haruhiko Usami)
- Konjiki no Gash Bell!! (Ululu)
- Majin Tantei Nōgami Neuro (Jun Ishigaki)
- Naruto (Kiba Inuzuka)
- Ouran High School Host Club (Akira Komatsuzawa)
- Pandora Hearts (Raven)
- Peacemaker Kurogane (Tōdō Heisuke)
- Prétear (Hayate)
- The Prince of Tennis (Kiyosumi Sengoku)
- Princess Princess (Masayuki Koshino)
- Pumpkin Scissors (Oficial Oreldo)
- Romeo x Juliet (Curio)
- Saiunkoku Monogatari (Sa Kokujun)
- Saiyuki Reload: Burial (Kenyuu)
- ToHeart2 (Yuji Kousaka)
- Uta no Prince-sama Maji LOVE 1000% (Cecil Aijima)
- Uta no Prince-sama Maji LOVE 2000% (Cecil Aijima)
- Yakitate!! Japan (Go Chimatsuri)

### Videojocs
- Baten Kaitos: Eternal Wings and the Lost Ocean (Kalas)
- Harukanaru Toki no Naka de 3: Izayoiki (Fujiwara no Yasuhira)
- Luminous Arc (Heath)
- Marvel vs. Capcom: Clash of Super Heroes (Strider Hiryu)
- Namco x Capcom (Strider Hiryu, Strider Hien)
- Persona 2 (Eikichi Mishina)
- Persona 3 (Junpei Iori)
- Shinobi (Shirogane)
- Soul Nomad & the World Eaters (Endorph)
- Soulcalibur II (Hong Yun-seong)
- Street Fighter Alpha 3 (Fei-Long)
- Strider 2 (Strider Hiryu)
- Tales of Vesperia (Yuri Lowell)
- ToHeart2 (Yuji Kousaka)
- Togainu no Chi (Akira)

### Drama CDs
- 7 Seeds (Arashi Aota)[1]

### Tokusatsu
- Kamen Rider Den-O (Anthopper Imagin Ari)
- Kamen Rider Decade (Taurus Ballista)